# Regnerus Petrus Reddingius
Regnerus Petrus Reddingius (Ten Boer, 25 oktober 1895 - 20 maart 1957) was een Nederlands burgemeester.
Hij was achtereenvolgens werkzaam bij de gemeentesecretarieën van Ten Boer, Wildervank, Odoorn en Waddinxveen voor hij in 1920 de gemeentesecretaris van Hoogkerk werd. In mei 1946 volgde daar zijn benoeming tot burgemeester. Tijdens zijn burgemeesterschap overleed hij in 1957 op 61-jarige leeftijd. Hij was getrouwd en had drie kinderen.